# Déversement
En résistance des matériaux, le déversement est un phénomène d'instabilité affectant une poutre subissant un moment de flexion.
Lorsqu'une poutre est fléchie, l'une de ses faces est tendue et l'autre est comprimée. Lorsque cet effort de compression atteint une valeur critique — dépendant notamment des conditions d'appui et de la distribution du moment de flexion —, le côté comprimé subit un voilement, à la manière d'une colonne comprimée qui flambe. Ce phénomène est appelé déversement et, en fonction des rigidités torsionnelles et flexionnelles des différentes parties de la section, il s'accompagne d'une rotation (torsion) de la section droite de la poutre, d'où l'expression « flambage latéral torsionnel ».
Ce phénomène concerne principalement les profilés en acier, d'habitude très élancés, au contraire des sections de bois ou de béton armé, généralement plus massives et plus rigides en torsion.  Pour cette raison, la majorité des études précises sur le déversement se concentrent sur les sections en acier, en particulier sur les sections simplement ou doublement symétriques en H ou en I, les plus sujettes au déversement.
Dans la construction moderne en bois, les éléments élancés qui subissent une flexion simple ou composée sont aussi sensibles au déversement. Il convient d'introduire un coefficient de sensibilité au déversement dans les calculs d'un élément ou d'une structure étudiée. 